# 流政之

流政之

流 政之（ながれ まさゆき、1923年2月14日 - 2018年7月7日）は、日本の彫刻家、作庭家。

## 人物・来歴
1923年長崎県に生まれ、幼少時代は東京で過ごす。父親は政治家で立命館大学創設者の中川小十郎で、中川が57歳のときに生まれた。1936年に京都に移り、1942年に立命館大学法文学部へ進学。その後中退し、海軍飛行科予備学生（第14期）出身の零戦パイロットとして終戦を迎える。
戦後は日本全国を放浪。独学で彫刻を学び、1963年に渡米。作品『受』は1960年にニューヨーク近代美術館の永久保存作品（パーマネントコレクション）として収蔵されており、彼の国際的評価の高さを裏付けている。1964年にニューヨーク世界博覧会で壁画「ストーンクレージー」（日本から2,500個、600tの石を運んだ。）を展示し話題を呼ぶ。1967年には、TIMEにより、日本を代表する文化人の一人として紹介された。1975年には、ニューヨーク世界貿易センターのシンボルとして約250トンの巨大彫刻『雲の砦』をつくり国際的評価を得る。
1966年から香川県高松市郊外の庵治半島の北端近くにアトリエを作り始め、ベトナム戦争を期に日本に帰国する。1987年に日本経済新聞「私の履歴書」に自伝を掲載。2018年7月7日、老衰のため死去。95歳没。2019年9月5日、自宅兼アトリエを整備して、「ナガレスタジオ 流政之美術館」が開館している。
彫刻家として活躍するかたわら、庭園の作品も残す。代表作に東京天理教館庭園、皆生温泉東光園庭園などがある。
香川県のご当地グルメ「讃岐うどん」の命名者とされる。

## 主な受賞
- 日本建築学会賞（作品賞）- 1962年「大分県庁舎」受賞者：建設省九州地方建設局営繕部、代表者：安田臣、協力者：流政之
- 香川県文化功労者 - 1967年[2]
- 日本芸術大賞 - 1974年[2]
- 第9回中原悌二郎賞 - 1978年[1]
- 第8回吉田五十八賞 - 1982年 「北追岬」等[1]
- 第22回長野野外彫刻賞 - 1994年「"TAMAGETA" 100BAN」[11]
- 鳥取県景観大賞 - 1995年「波しぐれ三度笠」[1]

## 主な作品
- 「鳥追い」1960年 東京文化会館

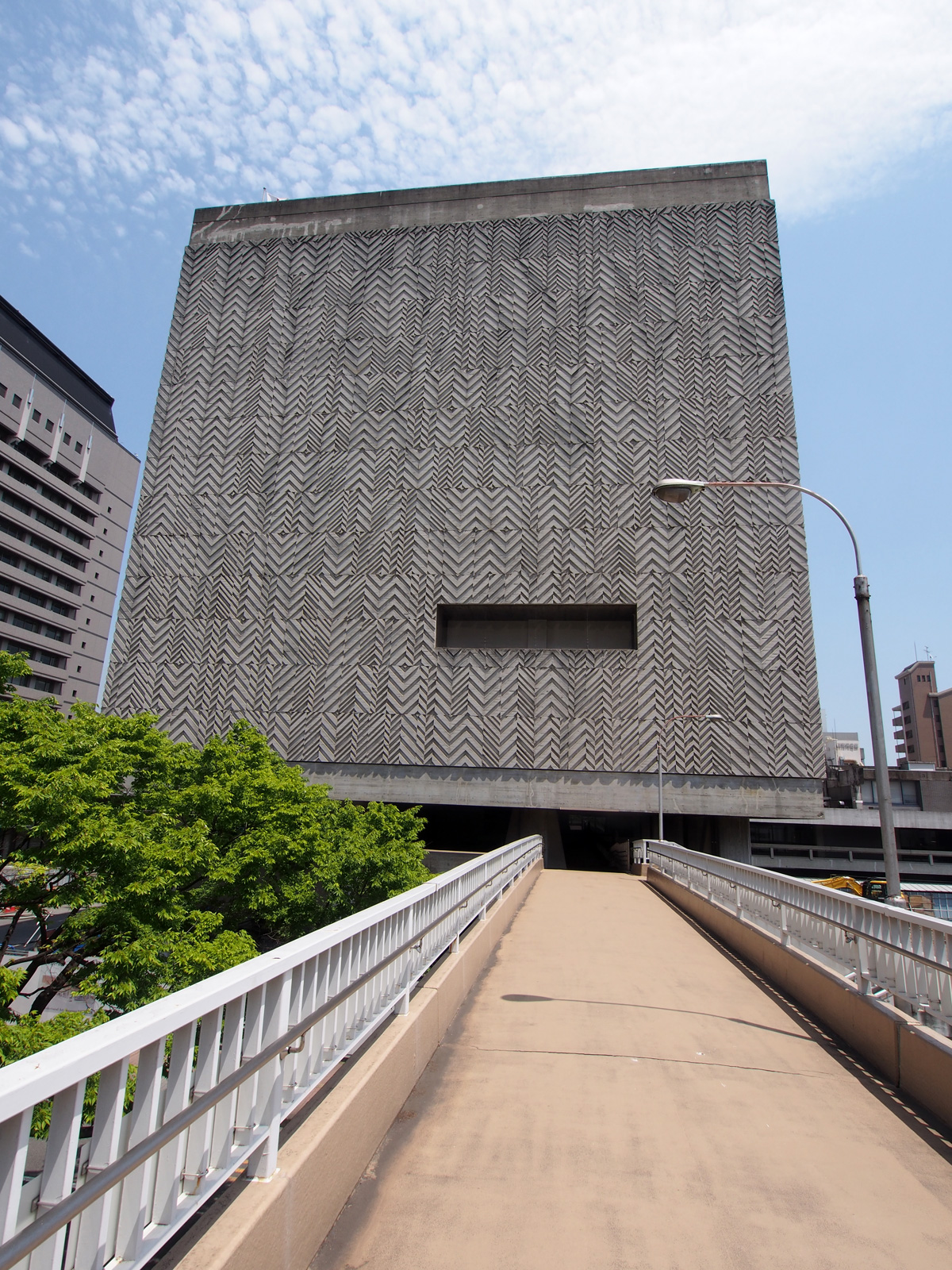
「恋矢車」（大分県庁舎）

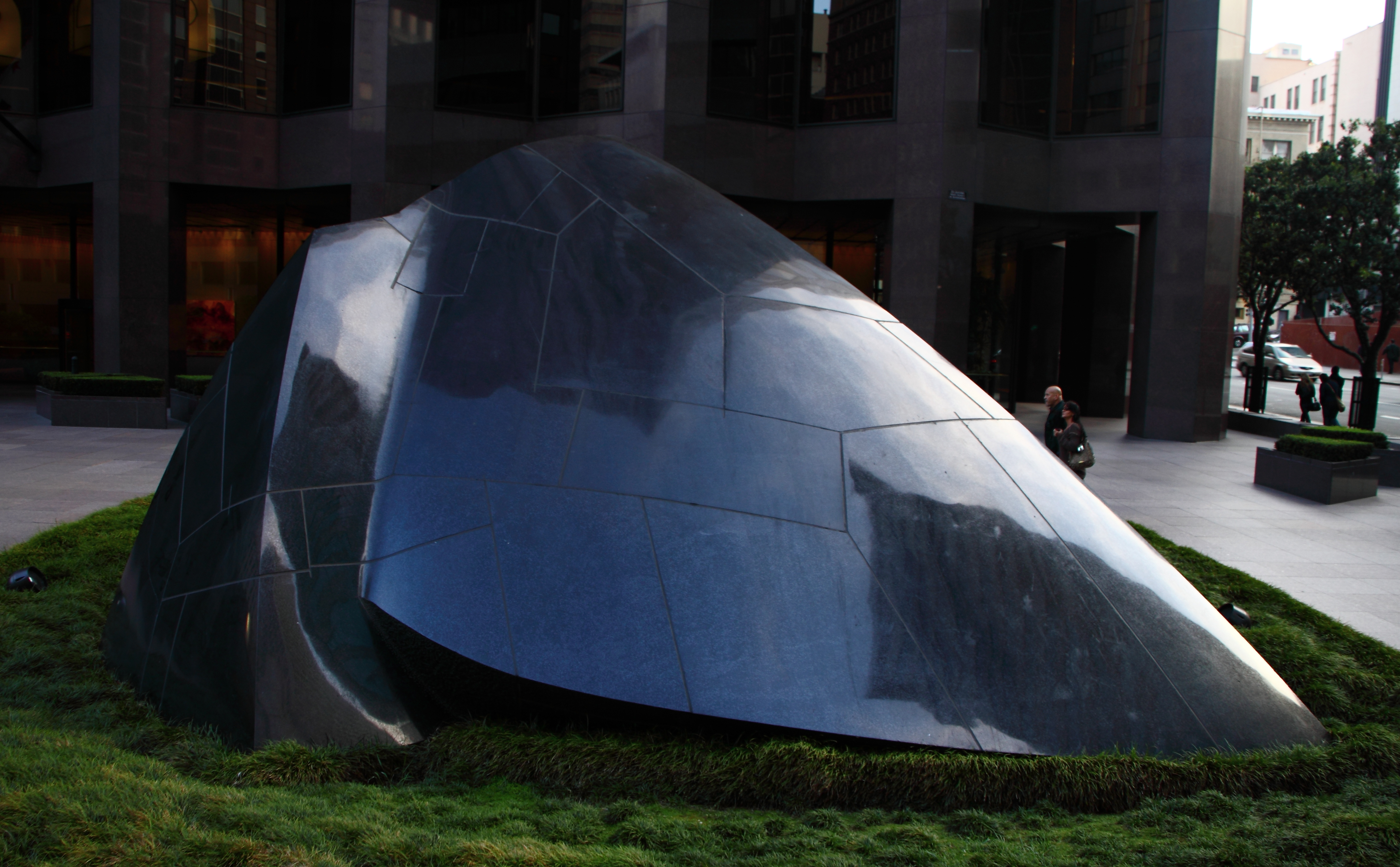
「太平洋の赤ん坊」（バンク・オブ・アメリカ本社ビル

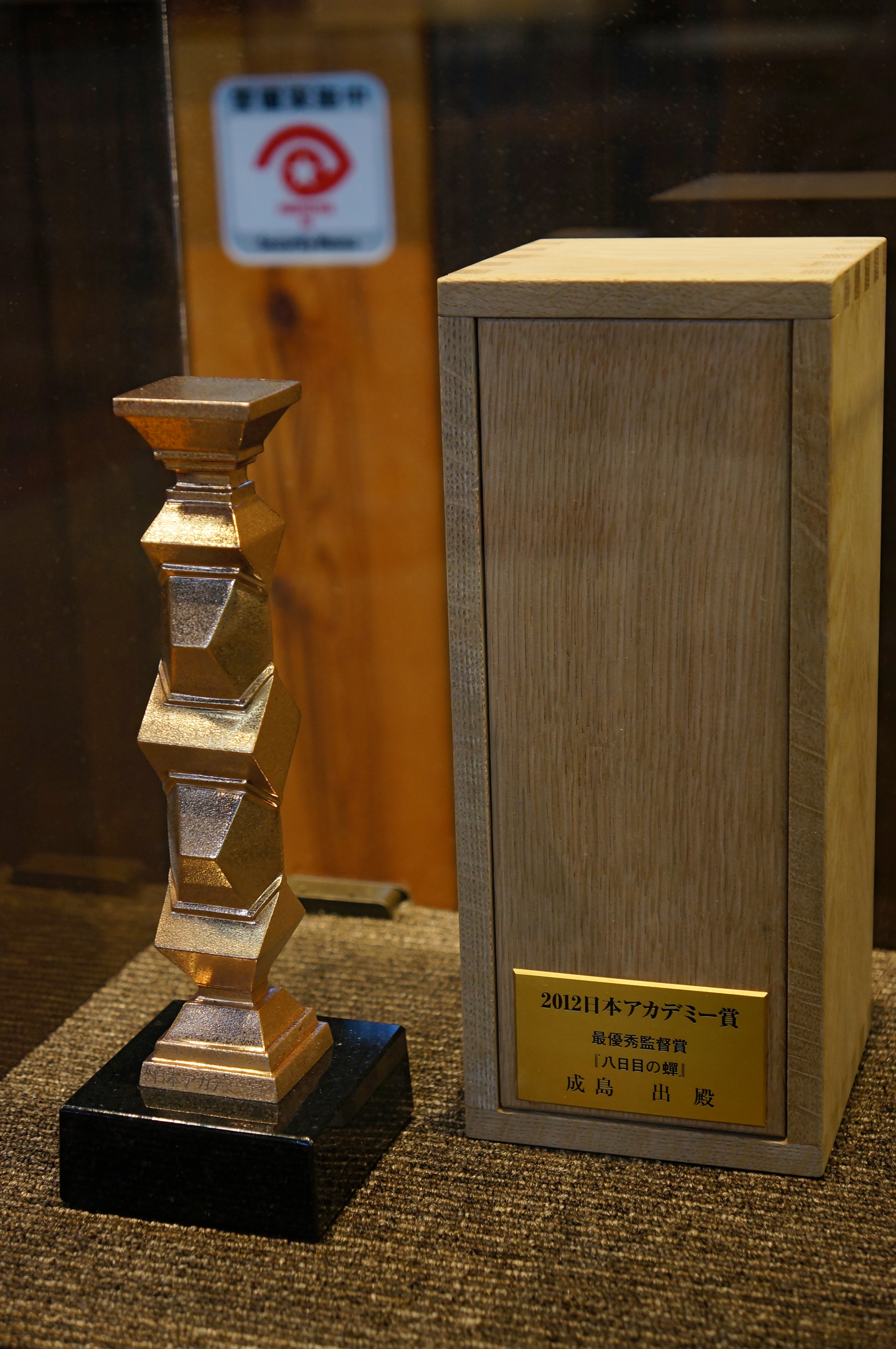
「日本アカデミー賞協会トロフィー」

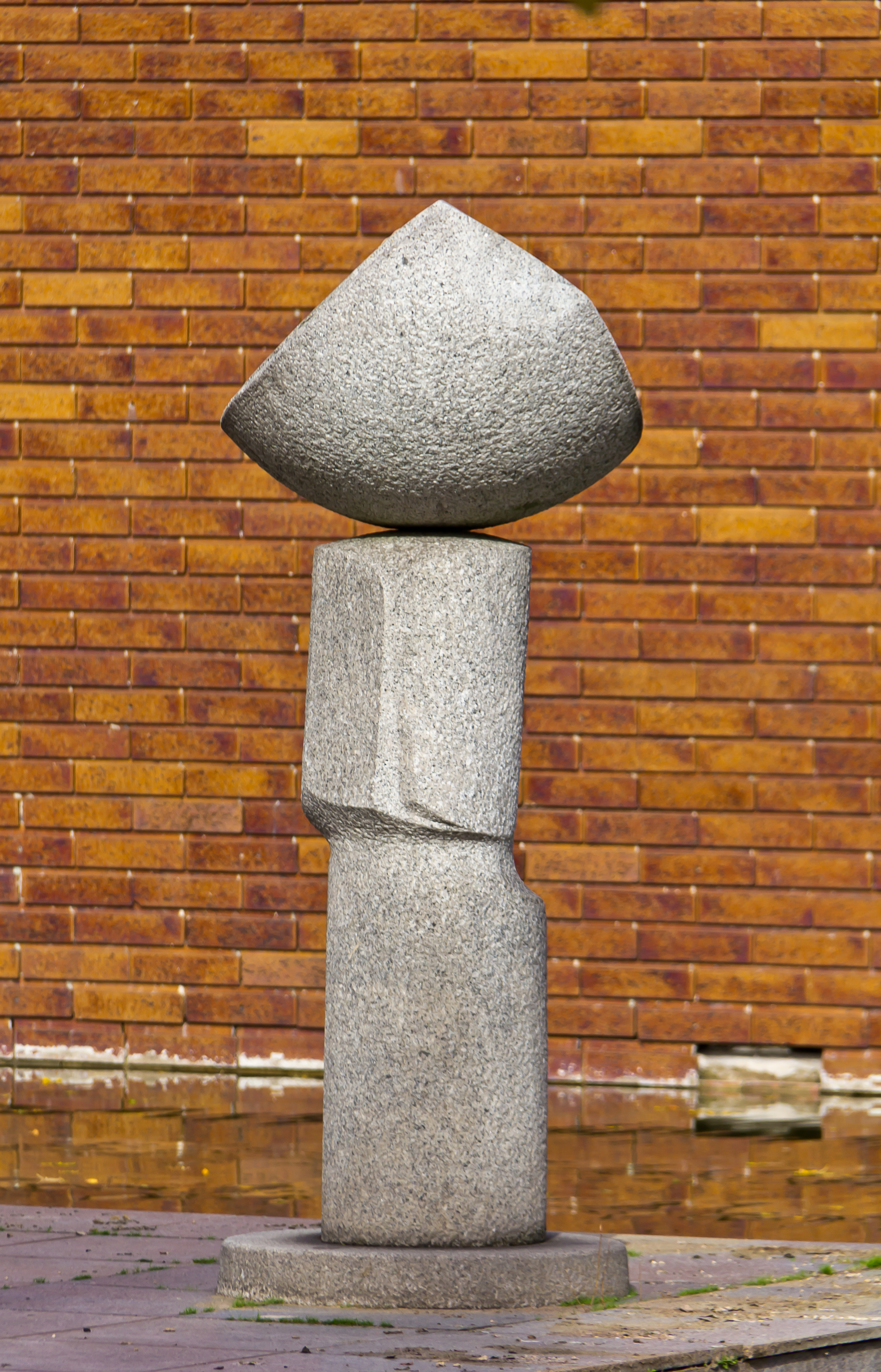
「風の旗」（ケルン東洋美術館）

「波しぐれ三度笠」（鳥取県琴浦町菊港）

- 「さび地蔵」1960年 サンディエゴ美術館（英語版）
- 「波鏡」1960年 サンディエゴ美術館
- 「はためき」・「のぼり屏風」1961年 東京文化会館[1]
- 「恋矢車」1962年 大分県庁舎 - コンクリート型枠の壁画[1]
- 「ストーンクレイジー」1963年 ニューヨーク世界博覧会日本館 - 世界博ベストワークに選定
- 「波浪」1963年 ナショナル・ギャラリー（ワシントンD.C.）
- 「祭」1963年 ハーシュホーン美術館
- 「コイコリン」1963年　三愛ドリームセンター
- 「愛のぬけ道」1964年 ジャパンソサエティ・ニューヨーク
- 「波狩」1964年 サンディエゴ美術館
- 「祈願」1964年 プリンストン大学美術館
- 「結ばれた二つの行方」1965年 セントルイス美術館
- 「禁」1965年 ハーシュホーン美術館
- 「純」1965年 ミネソタ美術館
- 「伝心」1965年 サンフランシスコ美術館
- 「集」1965年 ノースウエスタン・ナショナル・生命保険ビルディング（英語版）
- 「孤高」1965年 ノースウエスタン・ナショナル・生命保険ビルディング
- 「夢逢」1965年 クリーブランド美術館
- 「均」1965年 ロサンゼルス美術館
- 「太平洋の赤ん坊」1966年 バンク・オブ・アメリカ本社ビル（英語版）（サンフランシスコ）[1]
- 「風の姿」1966年 サンディエゴ美術館
- 「秋の音」1967年 カーネギー美術館
- 「前進」1967年 ミネソタ美術館
- 「勇気」1967年 ウィリアムズ大学美術館（英語版）
- 「生まれかわり」1967年 ジュリアード音楽院（ニューヨーク）
- 「江戸っ子」1970年 世界貿易センタービルディング
- 「のぼり太鼓」1971年 東京IBMビル[1]
- 「石のなぞ」1972年 プリンストン大学美術館
- 「タンマ」1972年 IBM東京本社
- 「音無」1973年 リンカーンセンターオベラハウス
- 「とおりゃんせ」1973年 大阪大林組本社ビル
- 「バチ」1973年 サンディエゴ美術館
- 「サムライの涙」1973年 アサヒビール大山崎山荘美術館
- 「時の香」1973年 神奈川県立近代美術館
- 「さわり大黒」・「風の石笛」1973年 三菱東京UFJ銀行（東京）
  - 「風の石笛」については三菱UFJ銀行千葉センターに設置されていた[12]。しかし、同センターの移転に伴い、2025年（令和7年）に三菱UFJ銀行から流財団に寄贈され、香川県総合運動公園（高松市生島町）に移設された[12]。
- 「玉ちゃん」1974年 新宿住友ビルディング
- 「なみかぐら」・「くぐりえびす」1974年 東京海上日動ビルディング（東京）
- 「雲の砦（英語版）」1975年 世界貿易センタービル（ニューヨーク）[1]
  - 2001年のアメリカ同時多発テロ事件時は無事だったが、救助隊搬入のために破壊・撤去された。
- 「ながれの庭」1975年 大石寺
- 「夜の手ざわり」1975年 ミッデルハイム美術館
- 「JANJAN DAIKOKU」1976年 姫路商工会議所
- 「日本アカデミー賞協会トロフィー」[13]1978年 - 日本アカデミー賞協会設立メンバーになる
- 「南蛮えびす」1977年 十八銀行長崎本店（長崎県長崎市）
- 「風の城」1978年 国立国際美術館[1]
- 「映画神像」1979年 日本アカデミー賞協会[1][13] 東京都千代田区　有楽町マリオン9階
- 「風の刻印」1979年 箱根彫刻の森美術館[1]
- 「郷愁」1979年 コロンブス美術館
- 「北の旗」 1979年 北海道庁
- 「風雪100年」1980年 朝日新聞本社
- 「風の旗」1980年 ケルン東洋美術館（ドイツ）
- 「おおいなる明日」1980年 警視庁
- 「北追岬」1981年 彫刻公園北追岬[1]
- 「NANMOSA STOVE」1982年 ニューオータニイン札幌[1]
- 「恋のえん」・「男の花道」 1982年 東洋紡ビルディング[1]
- 「アシタイチバン」 1982年 第一生命大井本社
- 「バナ」1983年 スリランカ総合病院
- 「PONSA」1986年 札幌市中央区狸小路6丁目
- 「どだま獅子」1988年 瀬戸大橋（橋の守護神として）
- 「ナガレバチ」1988年 高松市立美術館[1]
- 「波しぐれ三度笠」1989年 鳥取県赤碕町菊港
- 「叡智の微笑」1989年 特許庁
- 「HACCHOU DARUMA」1989年 札幌市中央区大通西8丁目 住友商事・フカミヤ大通ビル入口
- 「うめちゃん」1990年 阪急三番街（大阪）
- 「神戸海援隊」1991年 メリケンパーク（兵庫県神戸市中央区波止場町）[1]
- 「浜栗林」1991年 瀬戸大橋[1]
- 「BOCHI BOCHI YUKOKA」 1993年 門真ルミエールホール
- 「ながれもん三度笠」1993年 モービル石油本社（バージニア州）
- 「サキモリ」1993年 ホノルル美術館[1]
- 「KURASHIKIMON」 岡山県倉敷市本町・倉敷公民館
- 「MEDETAI」 神戸市中央区加納町4・代々木ゼミナール前
- 「ICCHOMAE DABESA」1996年 札幌イーストスクエアビル1階（札幌市中央区北1条東1丁目）
- 「HAPPUKU」1997年 ナゴヤドーム
- 「いのいち」1998年 大林組東京本社（品川インターシティ）
- 「べっちゃないロック」1999年 淡路島北淡町
- 「男のふしめ」1999年 函館ラ・サール高等学校
- 「してんまい」1999年 高松中央高等学校
- 「だいてんまい」2001年 JR高松駅
- 「月わたり」2001年 関西学院大学神戸三田キャンパス - 関西学院大学理学部（現理工学部）の兵庫県三田市への移転を記念して制作。黒御影石製。
- 彫刻公園「ストーンクレージーの森」2002年 駒ヶ岳（北海道）[14]
- 「きのうの敵はあすの友 函館解放1868年」2003年 JR函館駅
- 「映画神像 北海道」2003年 JRタワー札幌ステラプレイス7階 札幌シネマフロンティア内
- 「PIRIKA」2003年 JRタワーオフィスプラザ札幌1階ロビー[1]
- 「雲の砦 Jr.」2004年 北海道立近代美術館 - ニューヨークの世界貿易センタービル前に設置されていた「雲の砦」を大きさを半分にして再現[2][1]。
- 「NANDABE」2004年 立命館慶祥中学校・高等学校 - 寄贈。
- 「デアイバチ」2004年 札幌市北区北8条西3丁目 札幌エルプラザ南側
- 「サキモリ」2005年 北海道知事公館
- 「もどり雲」2006年 流山温泉彫刻公園ストーンクレージーの森[2]
- 「MATAKITENO」2006年 サンポート高松
- 「バチ」2006年 セントルイス大学[1]
- 「くぐりほてい」 2007年 京都府亀岡市千歳町国分・養仙寺
- 「ぽっぽや」 2007年 さいたま市大宮区 鉄道博物館
- 「ICCHORA」 2009年 新町川水際公園（徳島県徳島市） - 瀬戸内寂聴文化勲章受章記念碑[1][15]。
- 「TERMINUS」2010年 JR札幌駅大時計の真下
- 鍾馗様「げんつきげんちゃん」 大阪市北区　大阪第一生命ビル
- 「江戸こまた」1992年 東京都中央区蠣殻町公園
- 「潮　Tide」1962年　神奈川県立青少年センター
- 「波　Weve」1962年　神奈川県立青少年センター
- 「波除獅子」 東京都中央区築地　新阪和ビル

## 著作・作品集
- Masayuki Nagare: The Life of a Samjurai Artist（1995年、Art Media Resources, Ltd.）
- Nagare Masayuki =: [Masayuki Nagare] （1990年、Edobori Gallery）
- Nagare, recent sculpture（1988年、Nichido Garo）
- Nagare: [exhibition] Tokyo, 3-20 October, 1981, Galerie Tokoro ... [et al.]（1981年、Galerie Tokoro）
- Recent sculpture of Masayuki Nagare: November 9 to December 4, 1965（1965年、J. Weatherhill）